# 폴로 (과자)
폴로(Polo)는 가운데 구멍이 특징인 박하사탕 브랜드이다. 페퍼민트 향이 나는 폴로는 1948년 영국에서 요크에 있는 라운트리스 팍토리의 직원 존 버지웰에 의해 처음 제조되었으며 이후 다양한 향들이 만들어졌다. 이름은 민트의 시원하고 신선한 맛을 나타내는 "폴라"에서 파생될 수 있다. 폴로 민트는 네슬레가 인도와 스리랑카 와 같은 다른 국가에서도 판매하고 있다. 폴로 민트는 보통 23개의 개별 민트가 들어 있는 34g 팩으로 판매된다.